# Ramzi Abid
Ramzi Abid (Montréal, 24 marzo 1980) è un ex hockeista su ghiaccio canadese.
Ha origini tunisine.

## Carriera
In National Hockey League (NHL) ha vestito le maglie di Phoenix Coyotes (2002/03), Pittsburgh Penguins (2002/03-2003/04), Atlanta Thrashers (2005/06) e Nashville Predators (2006/07).
Ha anche giocato in American Hockey League (AHL) con Springfield Falcons, Wilkes-Barre/Scranton Penguins, Chicago Wolves e Milwaukee Admirals negli anni 2000.
Ha giocato in Svizzera con SC Bern e Rapperswil-Jona Lakers tra il 2007 ed il 2009, prima di approdare in KHL nei Traktor Čeljabinsk. Dopo una stagione in Svezia con i Rögle BK, ha giocato in Austria con l'EC Salzburg, quindi in Finlandia per due stagioni con l'JYP Jyväskylä. Ha chiuso la carriera in Germania nel 2014 con i Grizzly Adams Wolfsburg.